# Đảng Dân chủ Xã hội "Hài hòa"
Đảng Dân chủ Xã hội "Hài hòa" (tiếng Latvia: Sociāldemokrātiskā Partija „Saskaņa", SDPS, tiếng Nga: Социал-демократическая партия «Согласие») là một đảng chính trị cánh tả ở Latvia thành lập vào ngày 10 tháng 2 năm 2010 bởi phần lớn các đảng phái trong liên minh Trung tâm Hài hòa: Đảng Hài hòa Dân tộc, Đảng Trung tâm Mới và Đảng Dân chủ Xã hội. Đại hội đầu tiên của đảng diễn ra vào ngày 24 tháng 3 năm 2010. Vào năm 2011, Đảng Thành phố Daugavpils gia nhập vào Đảng Dân chủ Xã hội "Hài hòa".